# وون یون جونگ
وون یون جونگ (انگلیسی: Won Yun-jong؛ زادهٔ ۱۷ ژوئن ۱۹۸۵) ورزشکار بابسلد اهل کره جنوبی است.
وی در مسابقات کشوری و بین‌المللی در مجموع برندهٔ ۱ مدال نقره شده‌است.